# Aldo Rossi
Pour les articles homonymes, voir Rossi.
 (novembre 2018).
Si vous disposez d'ouvrages ou d'articles de référence ou si vous connaissez des sites web de qualité traitant du thème abordé ici, merci de compléter l'article en donnant les références utiles à sa vérifiabilité et en les liant à la section « Notes et références ».
Aldo Rossi, né le 3 mai 1931 à Milan (Italie) et mort le 4 septembre 1997 à Milan, est un architecte italien.

## Biographie
Après avoir obtenu le diplôme d'architecte de l'École polytechnique de Milan en 1959, Aldo Rossi devient l'un des rédacteurs de la revue milanaise Casabella-Continuità de 1961 à 1964.
Il enseigne dans plusieurs écoles d'architecture : l'Istituto Universitario di Architettura de Venise, à l'École polytechnique de Milan, à l'École polytechnique fédérale de Zurich, Cooper Union de New York et de Venise.
Rossi était non seulement architecte, mais également auteur, artiste, professeur et théoricien. Il s'est établi en tant que théoricien architectural en 1966 avec la publication de son traité théorique L'Architettura della città. Dans cet ouvrage et dans toute son œuvre, la ville a été son thème central. Ses dissertations sur la ville se concentrent sur les formes et les bâtiments traditionnels particulièrement dans la région de la Lombardie où il a grandi.
Bien que Rossi souligne l'autonomie de l'architecture dans une culture donnée, il met également en avant l'importance d'une évolution du rationalisme. Dans ce livre, Rossi analyse la ville en tant qu'architecture — précise-t-il dans l'introduction — mais elle n'est pas selon lui un simple conglomérat d'édifices, elle est la résultante d'une longue histoire sans cesse reconstruite. Pareille prémisse, simple en apparence, rompt radicalement avec bon nombre de constructions urbaines du XXe siècle dont le point de départ est la ville idéale planifiable.
Aux côtés d'architectes tels que Carlo Aymonino et Paolo Portoghesi, Aldo Rossi participe à partir des années 1960 à l'éclosion d'une école d'architecture italienne : La Tendenza. Cette « tendance » s'exprime par un nouveau regard porté sur l'architecture du passé, sur des typologies d'édifices, une autonomie de l'architecture revendiquée et une démarche critique à l'égard du pur fonctionnalisme. Tant du point de vue théorique qu'esthétique, la Tendenza a joué un rôle déterminant dans le développement du postmodernisme, bien qu'Aldo Rossi n'ait jamais accepté cette appellation.
Il obtient le Prix Pritzker en 1990.
Aldo Rossi est décédé dans un accident de voiture en 1997.

## Principales réalisations
- 1969-70 : quartier Gallaratese, Milan avec Carlo Aymonino
- 1972/1976 : École élémentaire, Fagnano Olona (Varèse), Italie
- 1979 : Teatro del Mondo, Venise, Italie
- Sudliche Friedriechstadt Housing Complex, Berlin, Allemagne
- 1984 : Ossuaire, Cimetière de San Cataldo, Modène, Italie
- Centro Torri Commercial Center, Parme, Italie
- Centro Direzionale, Pérouse, Italie
- Pocono Pines House, Mount Pocono, Pennsylvanie, États-Unis
- 1986 : Palazzo Hôtel, Fukuoka, Japon
- 1989 : Logements De Lamel, La Haye, Pays-Bas
- 1991 : Centre international d'art et du paysage de Vassivière, Beaumont-du-Lac, France Photo
- 1991 : Bureau de poste et logements à côté de la Cité de la musique, Paris 19e, avec Claude Zuber
- 1995 : Musée des Bons-Enfants, musée d'art, Maastricht, Pays-Bas
- 1996 : Newspaper area complex, Berlin, Allemagne
- 2000 : ABC Building à Burbank, Californie, États-Unis

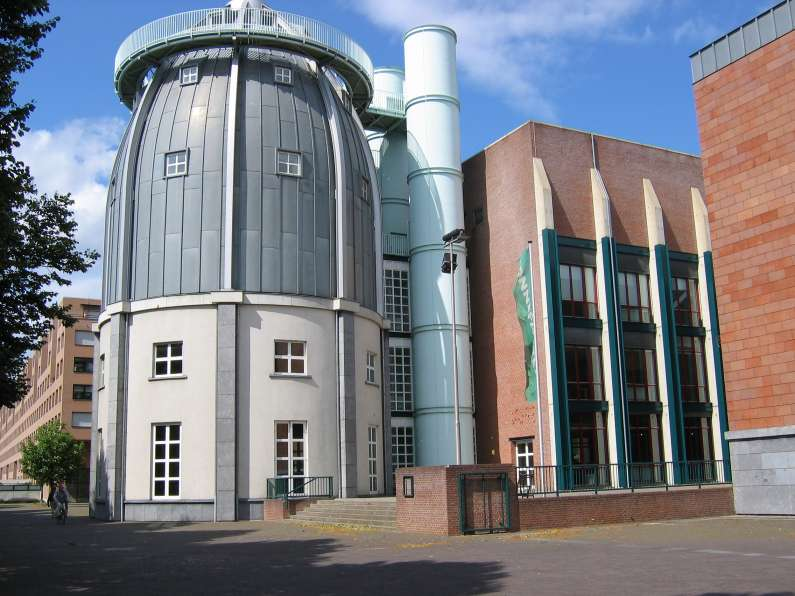
Le musée des Bons-Enfants à Maastricht.
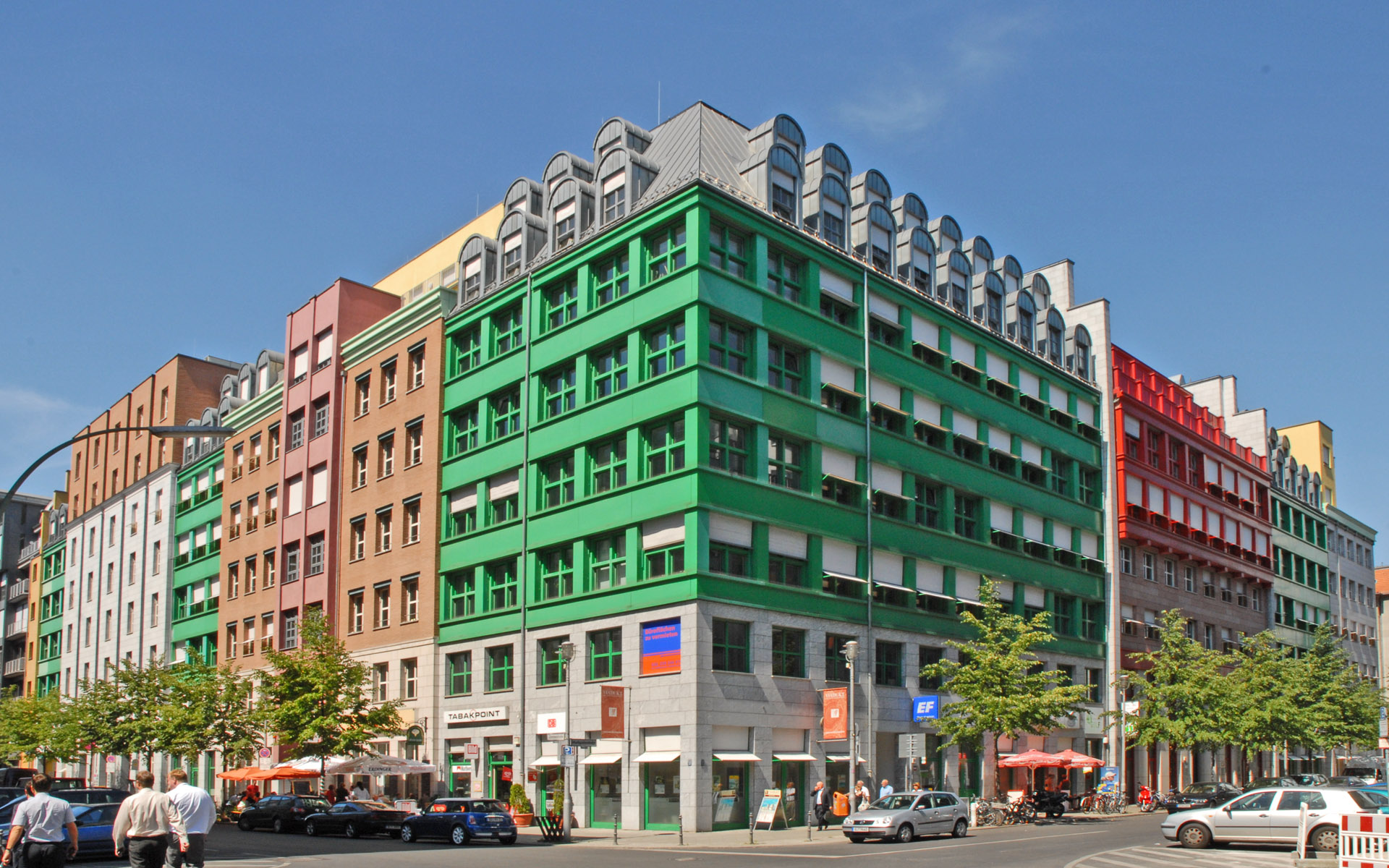
Quartier Schützenstrasse, Berlin.
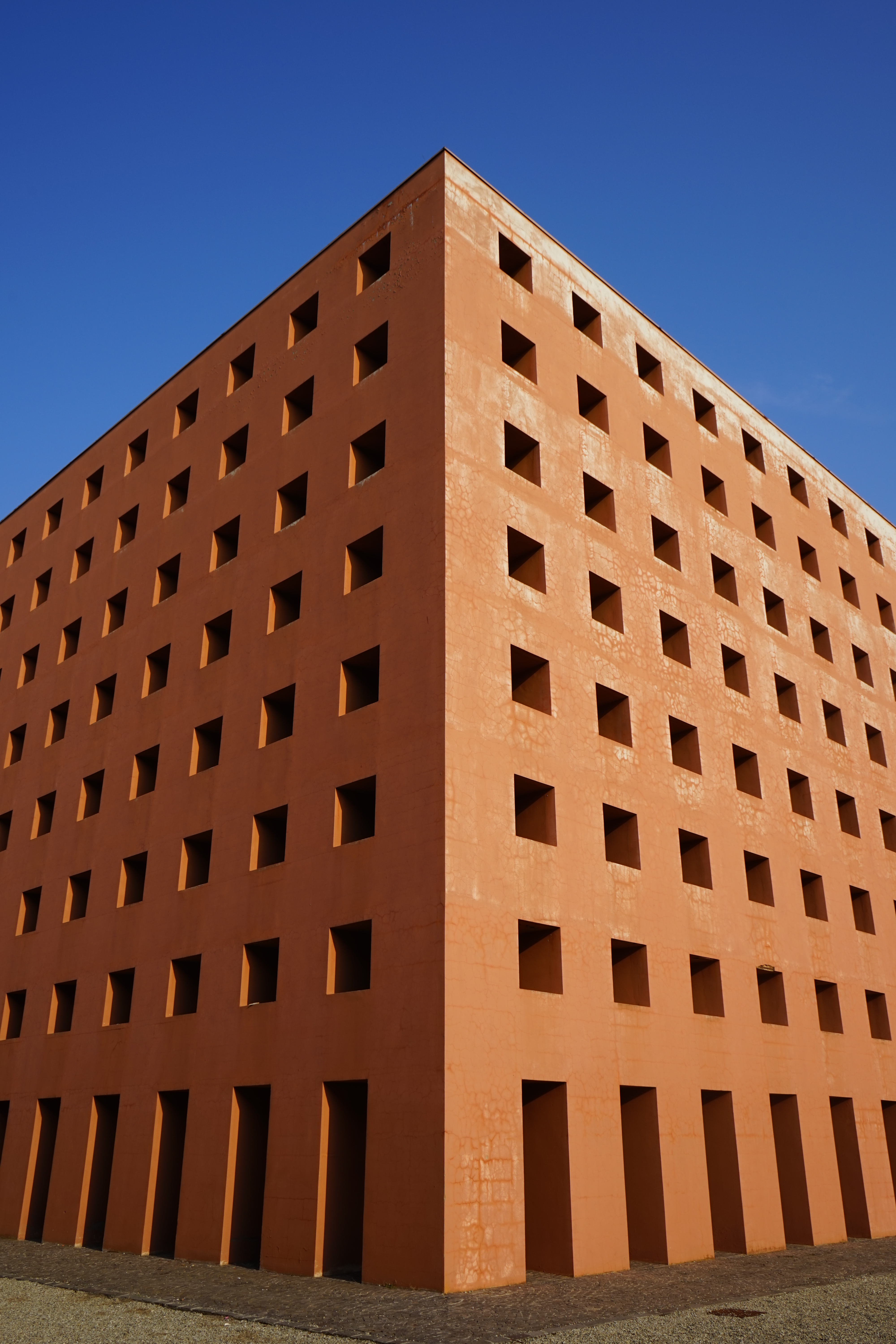
L'ossuaire du cimetière San Cataldo à Modène.

## Ses écrits
- L'architettura della città, 1966 (trad. fr. L'Architecture de la ville, Infolio, 2001)
- Autobiografia Scientifica, Pratiche, Parma, 1990 (trad. fr. Autobiographie scientifique, Parenthèses, 1998)
- Dessins 1990-1997, Actes Sud, 1999